# Tawfiq al-Hakim
Tawfīq al-Ḥakīm (in arabo توفيق الحكيم‎?, Tawfīq al-Ḥakīm}; Alessandria d'Egitto, 9 ottobre 1898 – Il Cairo, 26 luglio 1987) è stato uno scrittore egiziano. Figlio di un giudice, è autore di circa cinquanta tra commedie e drammi, fantastici o realistici, a sfondo politico-sociale.

## Biografia
Dal 1925, su iniziativa del padre, studia legge a Parigi per tre anni. Lasciati gli studi si dedica alla letteratura contemporanea e al teatro francese. Dal 1934 si trasferisce a Il Cairo e assume ruoli istituzionali, prima come direttore del dipartimento investigativo al Ministero dell'istruzione e più tardi al Ministero degli affari sociali 1939.
Nel 1951 assume il ruolo di direttore generale della Biblioteca Nazionale egiziana. Nel 1956 viene chiamato a far parte del Consiglio superiore per le arti e le lettere e diventa rappresentante permanente dell'UNESCO a Parigi.

## Tawfīq al-Ḥakīm e la letteratura araba
Tawfīq al-Ḥakīm è considerato una delle principali figure della moderna letteratura araba. In particolare nel teatro, dove ha svolto un ruolo globale come responsabile di una importante tradizione letteraria. Le sue lotte, in nome del dramma arabo come genere letterario, le sue tecniche e la sua lingua, coincidono con il raggiungimento di un ruolo di spicco nella vita politica e sociale contemporanea egiziana.
I trionfi e fallimenti, rappresentati dalla sua enorme produzione letteraria, sono emblematici dei problemi che ha di fronte il dramma egiziano nell'adeguare la sua complessa comunicazione alla società egiziana.

## Opere
- The People of the Cave, 1933
- Sharazad, 1934
- Muhammad the Prophet, 1936
- Pygmalion, 1942
- Solomon the Wise, 1943
- Boss Kudrez's Building, 1948
- King Oedipus, 1949
- Soft Hands, 1954
- Isis, 1955
- The Deal, 1956
- The Sultan's Dilemma, 1960
- The Tree Climber, 1966
- The Fate of a Cockroach, 1966
- Anxiety Bank, 1967
- The Return of Consciousness, 1974

## Traduzioni in Italia
- Tawfīq al-Ḥakīm, Quei della caverna, traduzione di Roberto Rubinacci, Istituto per l'Oriente, Roma, 1959,  98 pp..
- Tawfīq al-Ḥakīm, Un sultano in vendita, traduzione di Virginia Vacca, Istituto per l'Oriente, 1964,  98 pp..
- Tawfīq al-Ḥakīm, O tu che sali sull'albero..., traduzione di Adalgisa De Simone, Istituto per l'Oriente, 1971,  100 pp..
- Tawfīq al-Ḥakīm, Shams an-Nahar, traduzione di Vincenzo Strika, Istituto per l'Oriente, 1974,  106 pp..
- Tawfīq al-Ḥakīm, La prigione della vita. Autobiografia, traduzione di Giuseppe Belfiore, Istituto per l'Oriente, 1976,  212 pp..
- Tawfīq al-Ḥakīm, Il fiore della vita, traduzione di Andreino Borruso e Maria Teresa Mascari, collana Critica letteraria e linguistica, FrancoAngeli, Milano, 2001,  144 pp., ISBN 978-88-464-3154-7.
- Tawfīq al-Ḥakīm, Diario di un procuratore di campagna, traduzione di Samuela Pagani, collana Narrativa, Nottetempo, Roma, 2005,  213 pp., ISBN 978-88-7452-059-6.
- Tawfīq al-Ḥakīm, Due drammi, Officina di Studi Medievali, Palermo, 2008, ISBN 978-600-166-665-0.

## Onorificenze

### Onorificenze egiziane
Cavaliere di gran croce dell'Ordine al Merito